# Noronhia
Noronhia, biljni rod iz porodice maslinovki rasprostranjen uglavnom na Madagaskaru (83), također u tropskoj Africi, Komorima, Mauricijusu.
Tipična vrsta je Noronhia emarginata. Opisan je u Genera Nova Madagascariensia 8. 1806. 

## Opis
Postoje 104 vrste; drveće i grmovi.

## Vrste
1. Noronhia africana (Knobl.) Hong-Wa & Besnard
2. Noronhia alleizettei Dubard
3. Noronhia aminae Hong-Wa
4. Noronhia ankaranensis (H.Perrier) Hong-Wa
5. Noronhia armandiana Hong-Wa
6. Noronhia ayresii (A.J.Scott) Hong-Wa & Besnard
7. Noronhia battiscombei (Hutch.) Hong-Wa & Besnard
8. Noronhia boinensis H.Perrier
9. Noronhia boivinii Dubard
10. Noronhia boutonii (A.J.Scott) Hong-Wa & Besnard
11. Noronhia brevituba H.Perrier
12. Noronhia broomeana Horne ex Oliv.
13. Noronhia buxifolia H.Perrier
14. Noronhia cameroonensis Jongkind
15. Noronhia camptoneura (Gilg & G.Schellenb.) Hong-Wa & Besnard
16. Noronhia candicans H.Perrier
17. Noronhia capuronii Bosser
18. Noronhia christenseniana Hong-Wa
19. Noronhia clarinerva Hong-Wa
20. Noronhia cochleata Labat, M.Pignal & O.Pascal
21. Noronhia comorensis S.Moore
22. Noronhia congesta (Baker) Jongkind
23. Noronhia cordifolia (Labat, M.Pignal & O.Pascal) Hong-Wa & Besnard
24. Noronhia coriacea Hong-Wa
25. Noronhia crassinodis H.Perrier
26. Noronhia crassiramosa H.Perrier
27. Noronhia cuspidata Hong-Wa
28. Noronhia dauphinensis Hong-Wa
29. Noronhia decaryana H.Perrier
30. Noronhia densiflora Bosser
31. Noronhia disjuncta Hong-Wa
32. Noronhia divaricata Scott Elliot
33. Noronhia domatifera Hong-Wa
34. Noronhia edentata (H.Perrier) Hong-Wa
35. Noronhia emarginata (Lam.) Poir.
36. Noronhia foveolata (E.Mey.) Hong-Wa & Besnard
37. Noronhia gautieri Hong-Wa
38. Noronhia gracilipes H.Perrier
39. Noronhia grandifolia H.Perrier
40. Noronhia greeniana Hong-Wa
41. Noronhia humbertiana H.Perrier
42. Noronhia humblotiana (H.Perrier) Hong-Wa
43. Noronhia incurvifolia (H.Perrier) Hong-Wa & Besnard
44. Noronhia insularis (Labat, M.Pignal & O.Pascal) Hong-Wa & Besnard
45. Noronhia intermedia Hong-Wa
46. Noronhia introversa H.Perrier
47. Noronhia jeremii Hong-Wa & Callm.
48. Noronhia lanceolata H.Perrier
49. Noronhia latifolia Hong-Wa
50. Noronhia leandriana H.Perrier
51. Noronhia linearifolia Boivin ex Dubard
52. Noronhia linocerioides H.Perrier
53. Noronhia longipedicellata H.Perrier
54. Noronhia louvelii H.Perrier
55. Noronhia lowryi Hong-Wa
56. Noronhia luteola H.Perrier
57. Noronhia macrocarpa Hong-Wa
58. Noronhia macrophylla (Baker) Hong-Wa & Callm.
59. Noronhia maculata Hong-Wa
60. Noronhia mangorensis H.Perrier
61. Noronhia mannii (Soler.) Hong-Wa & Besnard
62. Noronhia marinae Hong-Wa
63. Noronhia marojejyensis Hong-Wa
64. Noronhia martiniana Hong-Wa
65. Noronhia mayottensis (H.Perrier) Hong-Wa & Besnard
66. Noronhia mildbraedii (Gilg & G.Schellenb.) Hong-Wa & Besnard
67. Noronhia myrtoides H.Perrier
68. Noronhia nilotica (Oliv.) Hong-Wa & Besnard
69. Noronhia obcordifolia Hong-Wa
70. Noronhia oblanceolata H.Perrier
71. Noronhia obovata (Baker) Hong-Wa & Callm.
72. Noronhia obtusifolia (Lam.) Hong-Wa & Besnard
73. Noronhia olearia Hong-Wa
74. Noronhia orientalis Hong-Wa
75. Noronhia ovalifolia H.Perrier
76. Noronhia patricei Hong-Wa
77. Noronhia pegleri (C.H.Wright) Hong-Wa & Besnard
78. Noronhia peracuminata H.Perrier
79. Noronhia perrieriana Hong-Wa
80. Noronhia pervilleana (Knobl.) H.Perrier
81. Noronhia planifolia H.Perrier ex Hong-Wa
82. Noronhia populifolia H.Perrier
83. Noronhia randrianaivoi Hong-Wa
84. Noronhia ratovosonii Hong-Wa
85. Noronhia retusifolia Hong-Wa
86. Noronhia richardii Hong-Wa
87. Noronhia richardsiae (Stearn) Hong-Wa & Besnard
88. Noronhia rollandii Hong-Wa
89. Noronhia rostrata Hong-Wa
90. Noronhia sambiranensis H.Perrier
91. Noronhia schatzii Hong-Wa
92. Noronhia seyrigii H.Perrier
93. Noronhia silvatica Jongkind
94. Noronhia similis Hong-Wa
95. Noronhia spinifolia Hong-Wa
96. Noronhia stevensiana Hong-Wa
97. Noronhia tefyana Hong-Wa
98. Noronhia tetrandra H.Perrier
99. Noronhia tropophylla (H.Perrier) Hong-Wa & Besnard
100. Noronhia tubulosa H.Perrier
101. Noronhia urceolata H.Perrier
102. Noronhia variabilis Hong-Wa
103. Noronhia verrucosa H.Perrier
104. Noronhia verticillata H.Perrier